# Gubbiga, Hosanagara
Gubbiga là một làng thuộc tehsil Hosanagara, huyện Shimoga, bang Karnataka, Ấn Độ.